# Tieffenbach
Tieffenbach település Franciaországban, Bas-Rhin megyében. Lakosainak száma 245 fő (2022. január 1.). Tieffenbach Adamswiller, Asswiller, Durstel, Frohmuhl, Struth, Waldhambach és Weislingen községekkel határos.

## Népesség
A település népessége az elmúlt években az alábbi módon változott:
| Lakosok száma | 280  | 274  | 267  | 261  | 255  | 249  | 250  | 248  | 245  |
|               | 2013 | 2015 | 2016 | 2017 | 2018 | 2019 | 2020 | 2021 | 2022 |